# 11243 de Graauw
11243 de Graauw è un asteroide della fascia principale. Scoperto nel 1971, presenta un'orbita caratterizzata da un semiasse maggiore pari a 2,7799648 UA e da un'eccentricità di 0,1193686, inclinata di 3,69340° rispetto all'eclittica.